# Perturbation écologique
Pour les articles homonymes, voir Perturbation.
 (janvier 2015).
Dans le domaine de l'environnement, la notion de perturbation (à ne pas confondre avec celle de « dérangement », plus utilisée dans les contextes légaux), désigne une déterioration naturelle et souvent provisoire de l’environnement ou d'un écosystème.

Ce concept a pris une importance croissante dans l'étude des cycles naturels et des habitats.
La détérioration d’un habitat naturel est une dégradation physique qui semble relativement facile à mesurer (par exemple par l’évaluation de la diminution de superficie, changement des caractéristiques d’un habitat ou perte des structures écologiques et des fonctions spécifiques nécessaires au maintien à long terme de cet habitat).

## Impacts des perturbations
- les perturbations naturelles : Sauf de rares cas particulier (perturbations majeures induisant une crise d'extinction), elles font intégralement partie des processus d'évolution des paysages et des écosystèmes. Le cas le plus connu est celui du chablis, suivi d'une régénération naturelle en forêt ; ce type de perturbation est par exemple nécessaire à la survie et pérennité d'espèces pionnières et des oiseaux de clairières[1],[2].
- les perturbations non naturelles ; Quand la perturbation n'est pas naturelle mais causée par l'Homme, on parle de « perturbation anthropique » ; Par exemple, une coupe rase ne peut être comparée à une perturbation de type chablis (elle est généralement plus vaste, s'étend sur une plus longue période de temps (avec donc un dérangement), nécessite des routes qui fragmentent la forêt, et est accompagnée d'éventuels « effets de bordure » beaucoup plus "durs" (effet de lisière, artificialisation du milieu)[3]
Le dérangement en fait éventuellement partie. Il est plus difficile à mesurer, qualitativement et quantitativement. Elle relève d’autres indicateurs qui relèvent plutôt de l'éthologie...
Certaines perturbations anthropiques dépassent par l'importance des changements écologiques qu'elles induisent les perturbations naturelles. Ces impacts peuvent être étudiés au moyen d’indicateurs d'état, de pression, et de réponse (pour la conservation).
Certaines perturbations induites par l'homme sont des phénomènes qui n'existaient simplement pas depuis l'apparition de la vie (pollution lumineuse par exemple, dégradant l'environnement nocturne)

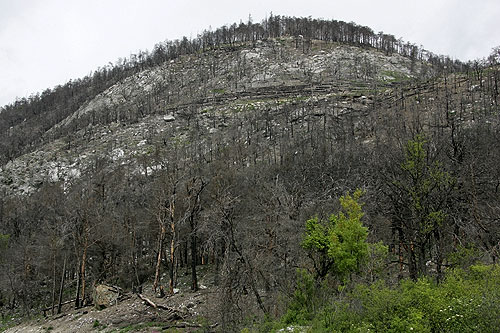
L'incendie de forêt, surtout s'il touche une surface importante et s'il est récurrent, est un des grands facteurs de « perturbation écologique ».
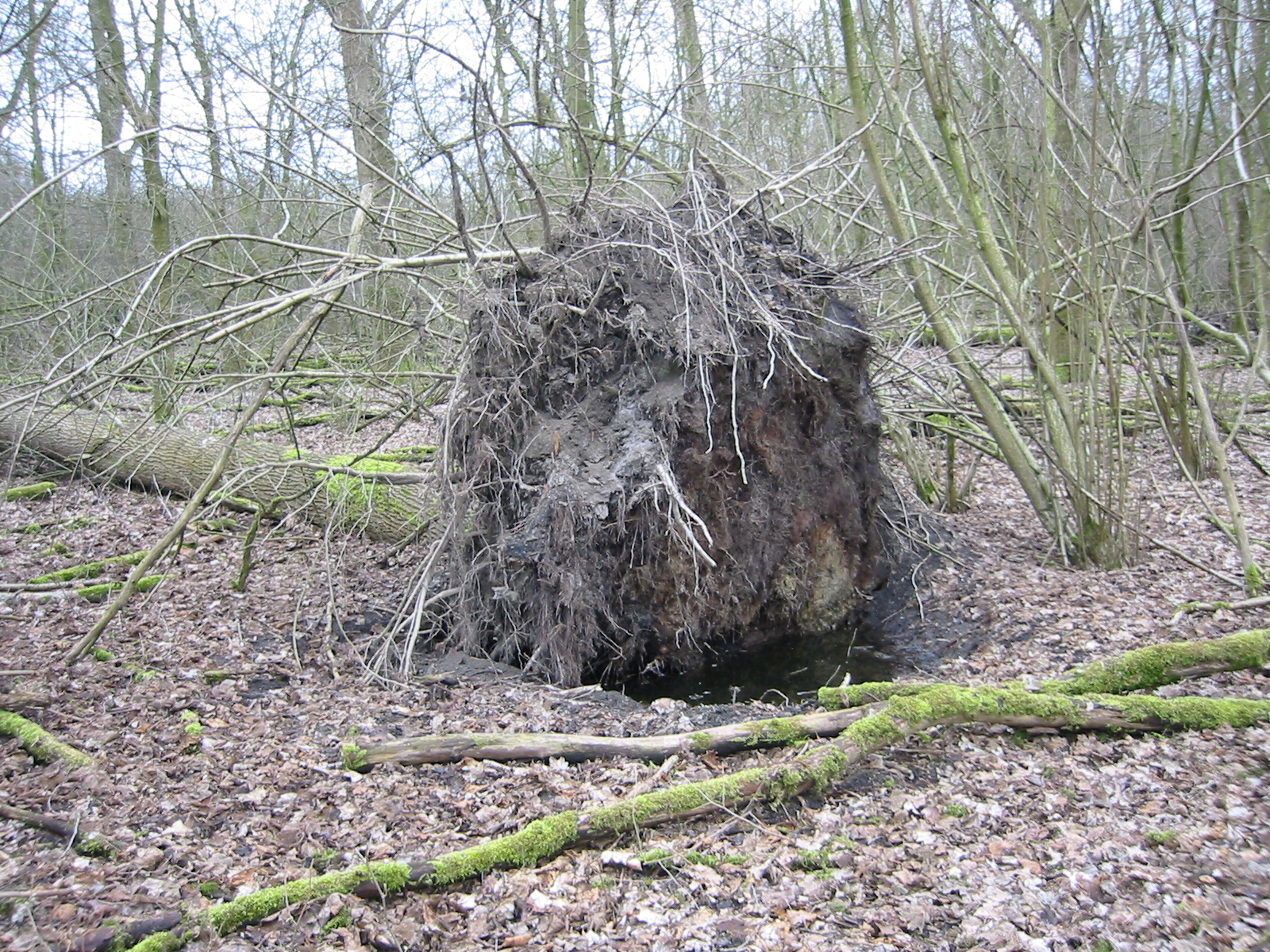
Le chablis génère naturellement des micro-milieux (ici un petit point d'eau) et du bois-mort et participe ainsi au cycle de la sylvigenèse.
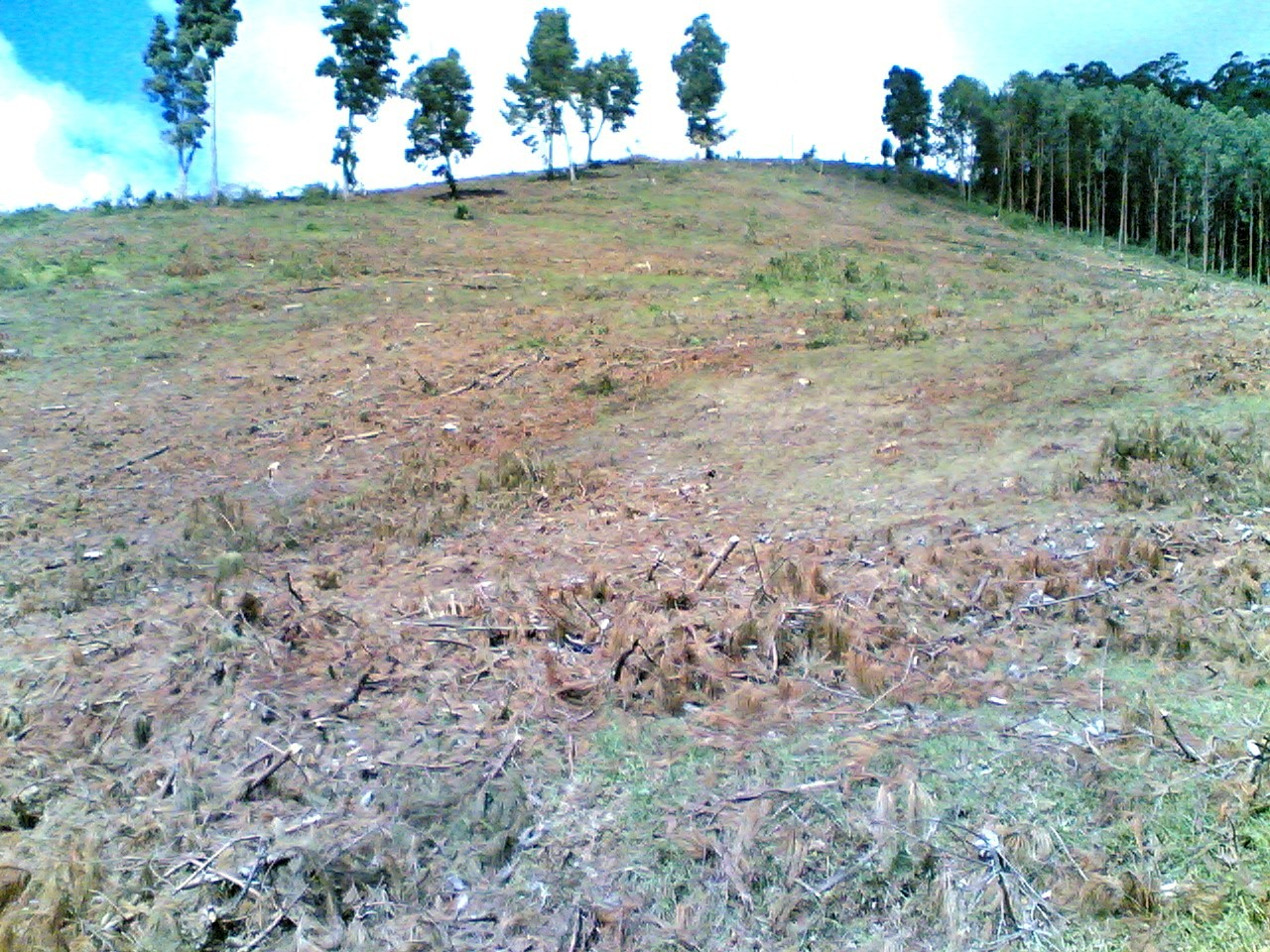
La déforestation, lorsqu'elle concerne de vastes surfaces, des sols fragiles ou des sites écologiquement vulnérables, est un facteur majeur de perturbation écologique anthropique.
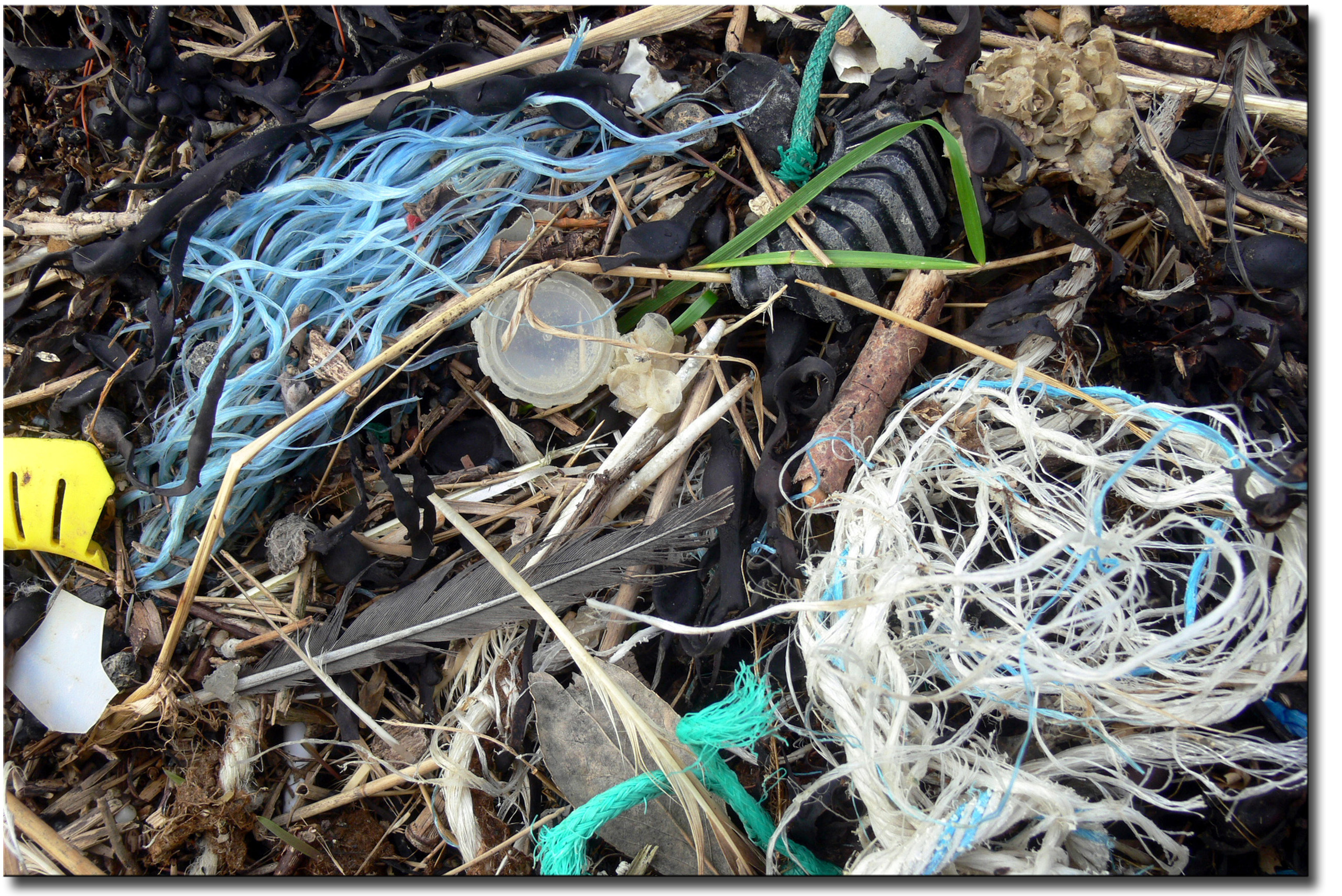
Les polluants toxiques ou non biodégradables abandonnés dans la nature (ici rapportés sur le littoral dans la laisse de mer), sont d'autres facteurs de perturbation écologique sur lesquels il est difficile d'agir parce qu'ils sont mobiles (déchets en mer) et de source diffuse.

## En écologie végétale
En écologie végétale, La perturbation est définie comme « les mécanismes qui limitent la biomasse végétale en causant sa destruction » (exemple : inondation, herbivorie) par John Philip Grime, en 1977. Certaines plantes supportent bien la survenue de ces évènements catastrophiques mais ponctuels, ceci grâce à des cycles de vie courts. Elles sont qualifiées de « rudérales » par l'auteur.

## Éléments de définitions
- De manière générale, il y a perturbation d'un écosystème quand (des) évènement(s) altèrent – dans le temps et dans l’espace – les relations entre les organismes vivants et leurs habitats[5]. La perturbation d'un milieu terrestre est suivie d'une série de séquences de recolonisation (succession écologique) caractérisées par un stade pionnier à faible nombre d'espèces, puis de stades à plus grand nombre d'espèces et enfin d'une diminution du nombre d'espèces quand le site s'approche du stade climacique [6].
- un cas particulier de perturbation anthropique est le dérangement de la faune, défini par Triplet et Schricke, en 1999[7]  comme «  tout événement généré par l’activité humaine qui provoque une réaction (l’effet) de défense ou de fuite d’un animal, ou qui induit directement ou non, une augmentation des risques de mortalité (l’impact) pour les individus de la population considérée ou, en période de reproduction, une diminution du succès reproducteur ». Les anglophones parlent de « human disturbance ».

## Comment mesurer une perturbation écologique
L'UICN (l'Union Internationale pour la Conservation de la Nature) a mis en place un Groupe thématique international qui a publié (pour 3 registres de 43 services écosystémiques) une méthode d'évaluation de l'état de perturbation des écosystèmes, afin « d'évaluer tous les écosystèmes du monde d'ici 2025 », mais cet outil est aussi mis à disposition des acteurs locaux soucieux d'évaluation et de gestion durable de l’environnement. Ces registres concernent les services d’approvisionnement, de régulation et les services à caractère social.
Cet outil pourrait permettre de produire une liste rouge des écosystèmes menacés, en complément de la liste des espèces menacées,. Un site consacré à la Liste Rouge des Écosystèmes a été mis en ligne en 2013 (dans les trois langues officielles de l’UICN ; anglais, espagnol, français), qui va regrouper les études de cas réalisées, et les références bibliographiques relatives au sujet.

## En forêt
L'écologie forestière a beaucoup étudié l'importance des perturbations (incendies de forêt, épidémies, chablis..), qui - tant qu’elles sont « naturelles » - sont considérées comme des facteurs normaux et favorables de la sylvigenèse (stades évolutifs de la forêt, de la plantule au bois-mort) en tant que favorisant la succession écologique et la biodiversité qui la caractérise.